# US Sainte-Marienne
Union Sportive Sainte-Marienne, auch einfach nur US Sainte-Marienne oder USSM, ist ein Fußballverein aus Sainte-Marie auf Réunion, einer französischen Insel im Indischen Ozean. Aktuell spielt der Verein in der ersten Liga.

## Erfolge
- Réunionischer Pokalsieger: 2010

## Stadion

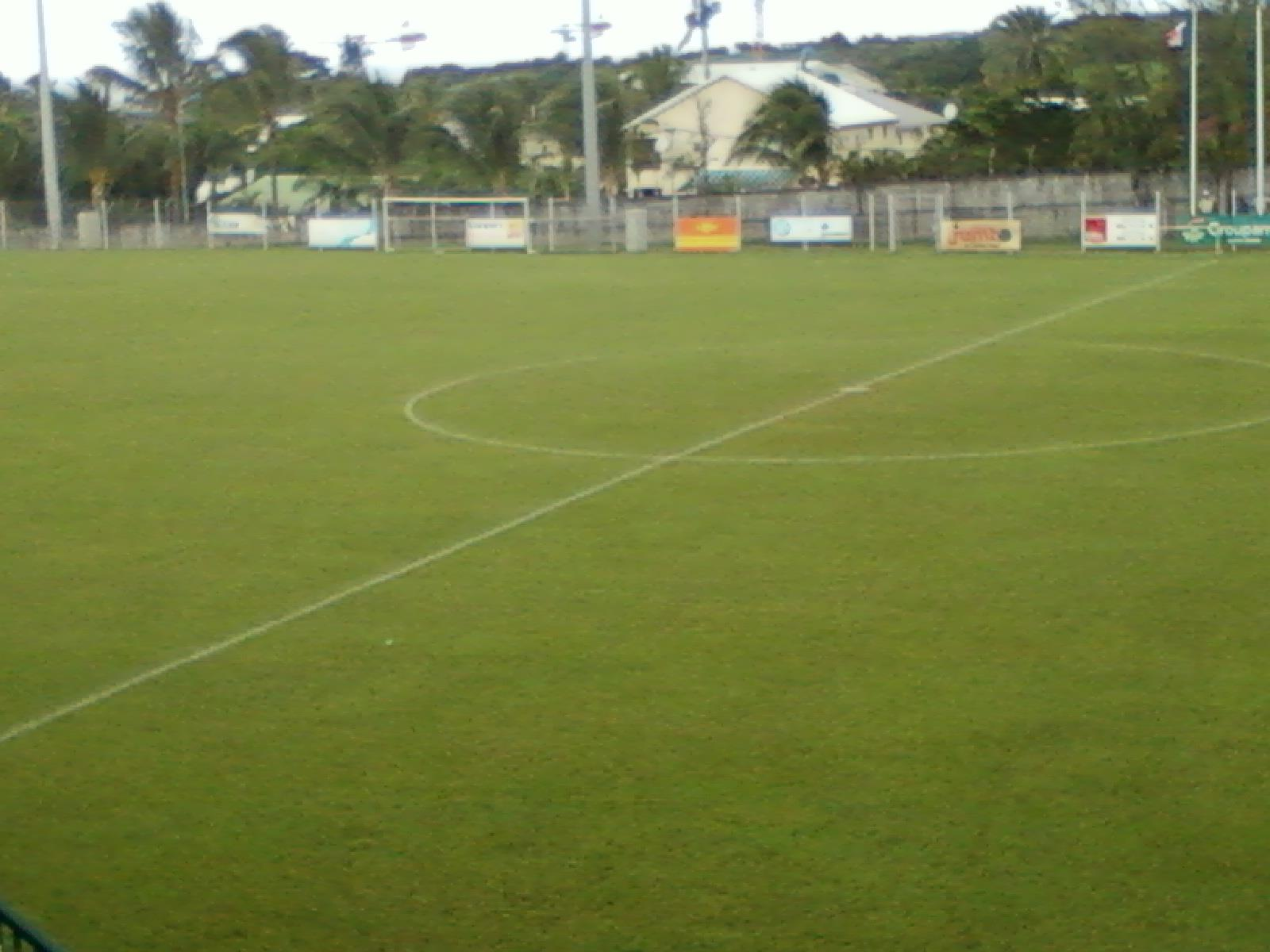
Stade Nelson Mandela de Duparc

Der Verein trägt seine Heimspiele im Stade Nelson Mandela de Duparc in Sainte-Marie aus. Das Stadion hat ein Fassungsvermögen von 1500 Personen.

## Trainerchronik
| Trainer        | Nation  | von         | bis       |
| -------------- | ------- | ----------- | --------- |
| Fred Bachelier | Réunion | Januar 2013 | Juni 2018 |
| Wilson Clara   | Réunion | Juni 2018   |           |